# Junian
Junian fou un estat tributari protegit, un dels feus de Jodhpur, concedit com istimrari. Estava format per setze pobles del districte d'Ajmer, amb uns ingressos de 35.000 rúpies. Els seus governants eren rathors rajputs. Fou fundada per Kunwar Sujan Singh, net de Raja Madho Singh de Jodhpur que va rebre Junian i Mehrun; els seus fills es van repartir l'un Junian i l'altra Mehrun.

## Llista de thakurs
- Thakur SUJAN SINGH
- Thakur KISHAN SINGH (fill)
- Thakur RAJ SINGH (fill)
- Thakur BAKHT SINGH (fill)
- Thakur RUP SINGH (fill)
- Thakur HARNATH SINGH (fill)
- Thakur BAIRI SAL (fill)
- Thakur UMAID SINGH ?-1868 (fill)
- Rao KALYAN SINGH 1868-? (net)